# Phyllomedusa bicolor
Espèce
Synonymes
- Rana bicolor Boddaert, 1772
- Phyllomedusa boiei Fitzinger in Steindachner, 1867
- Pithecopus scleroderma Cope, 1868

Statut de conservation UICN

 LC  : Préoccupation mineure
Phyllomedusa bicolor, la Rainette singe, est une espèce d'amphibien de la famille des Phyllomedusidae.

## Répartition et habitat

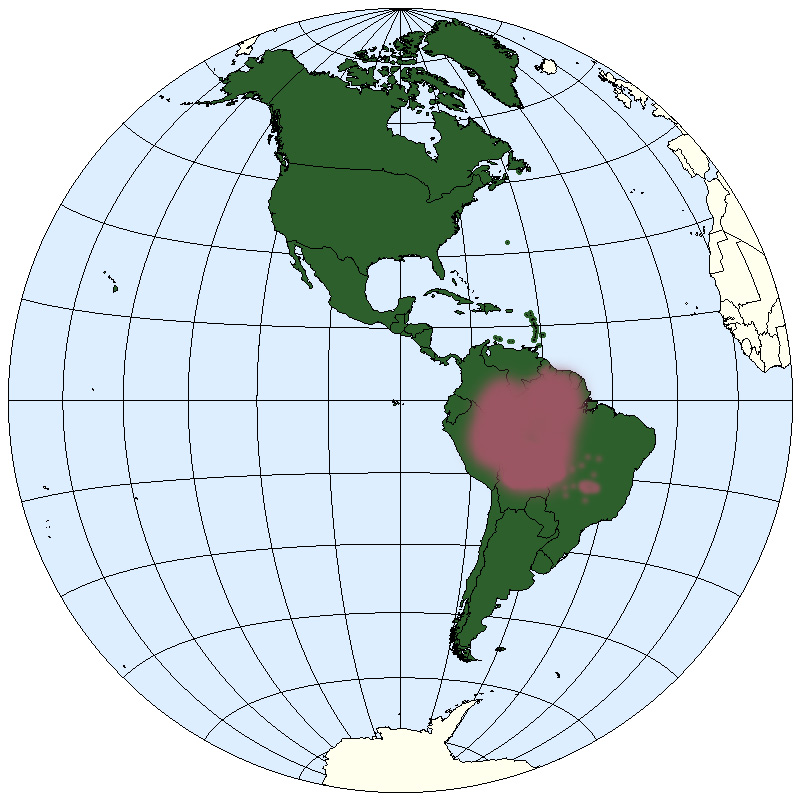
Distribution

Cette espèce se rencontre en Guyane, au Suriname, au Guyana, au Venezuela, en Colombie, au Pérou, en Bolivie et au Brésil du niveau de la mer jusqu'à 800 m d'altitude dans le bassin de l'Amazone.
C'est une espèce arboricole qui vit dans les arbres de la forêt tropicale humide.

## Description
Les mâles mesurent de 91 à 103 mm et les femelles de 111 à 119 mm.

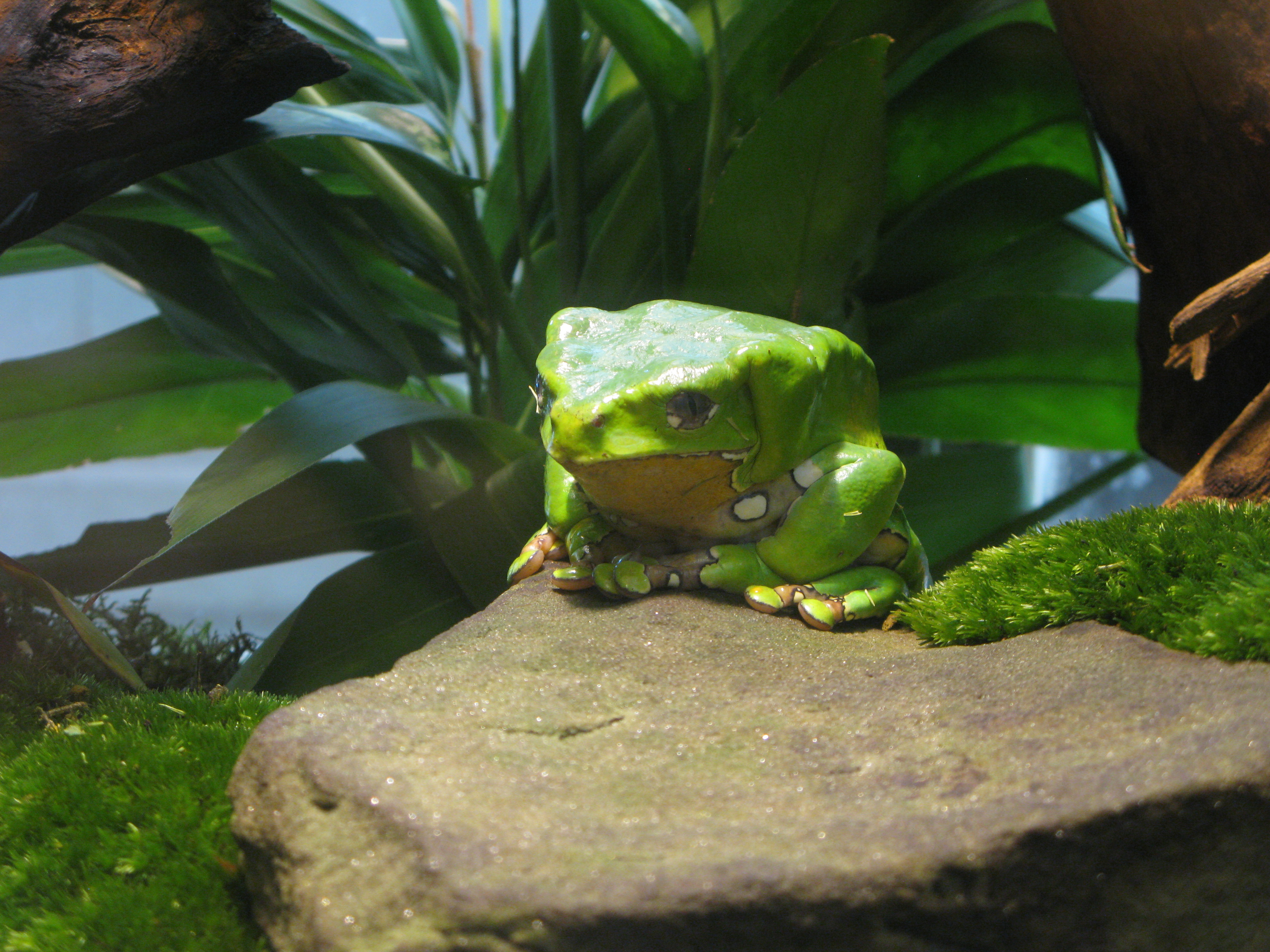
Phyllomedusa bicolor à la ménagerie du Jardin des Plantes de Paris.

Les phylloméduses sont des rainettes parfaitement adaptées à la vie arboricole : elles possèdent des disques adhésifs à l'extrémité des doigts et des orteils, ce qui leur permet de grimper avec aisance très haut dans les arbres et de se tenir à l'aide d'une seul patte.
Son nid est fait d'une feuille roulée en cornet au-dessus de l'eau dans laquelle les œufs seront pondus.
Des peptides vasodilatateurs, opioïdes (dermorphine) et antimicrobiens (dermaseptine) ont été isolés récemment dans ses sécrétions cutanées. Mélangées à de la salive et appliquées sur des points de brûlures fraîches, les sécrétions provoqueraient un profond malaise, une période d'apathie suivie d'un état euphorique accompagné d'une sensation de force rendant meilleurs chasseurs certains amérindiens. Une diminution des sensations de crampe lors du bandage de l'arc a également été décrite.

## Galerie

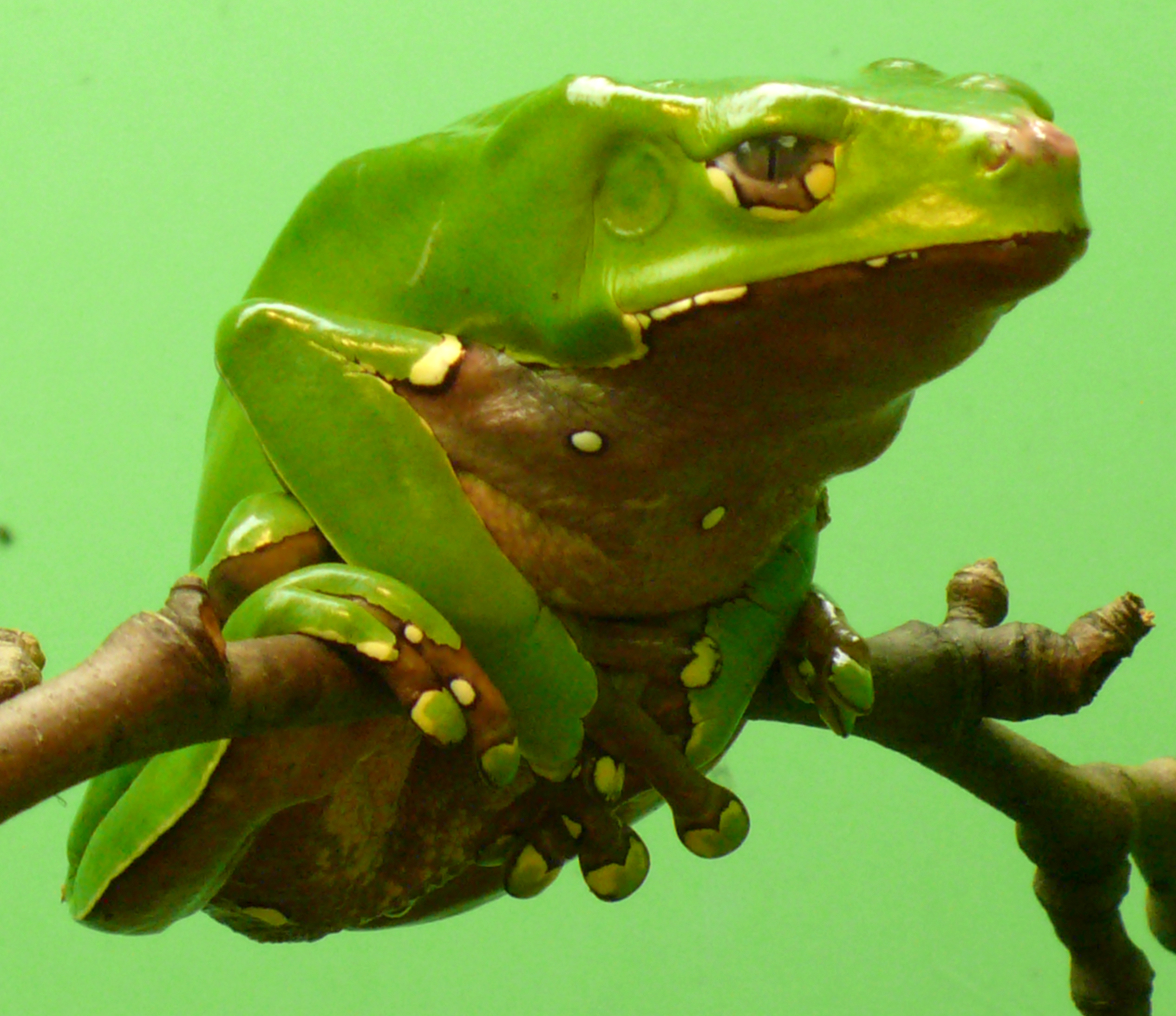
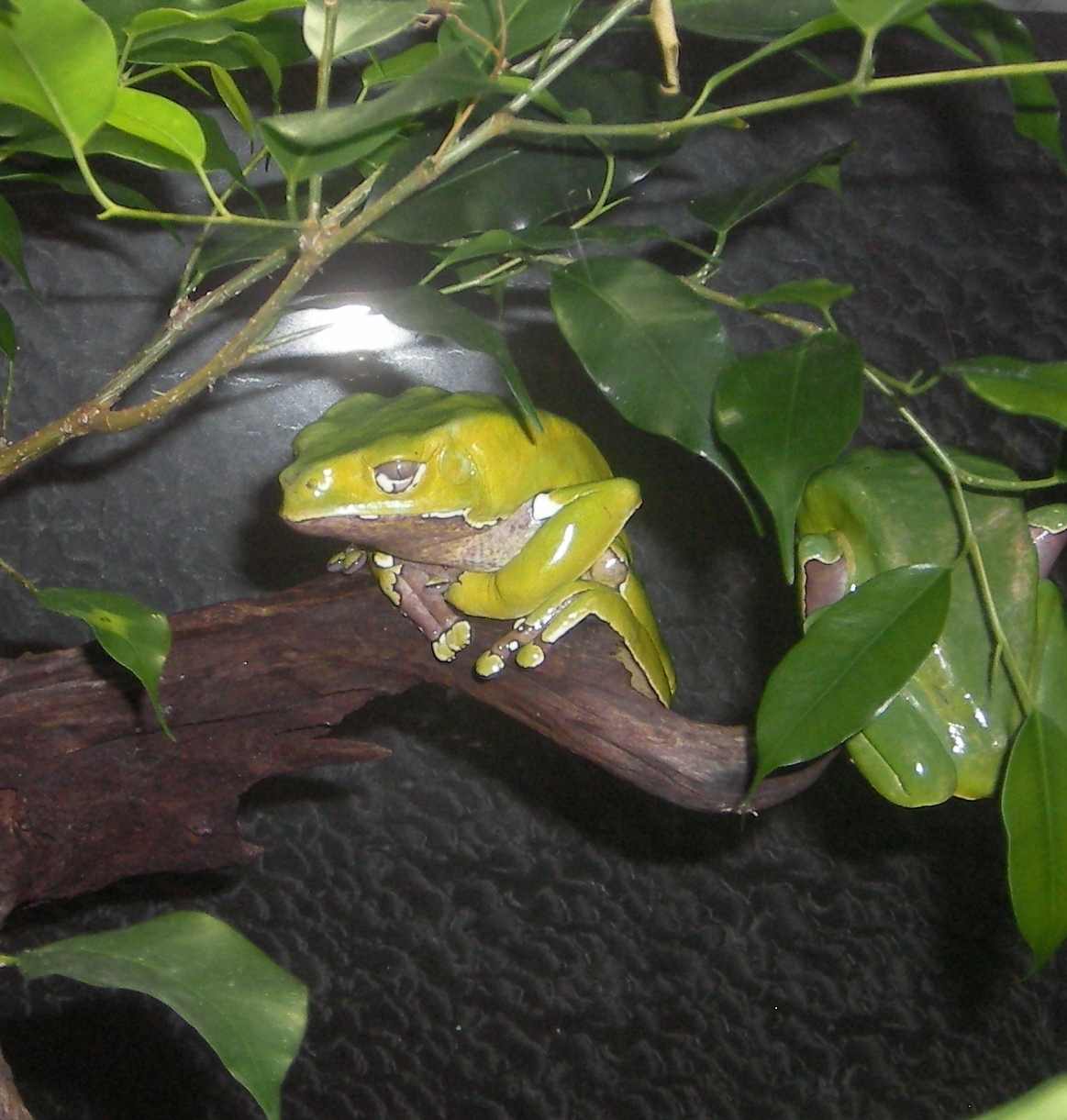
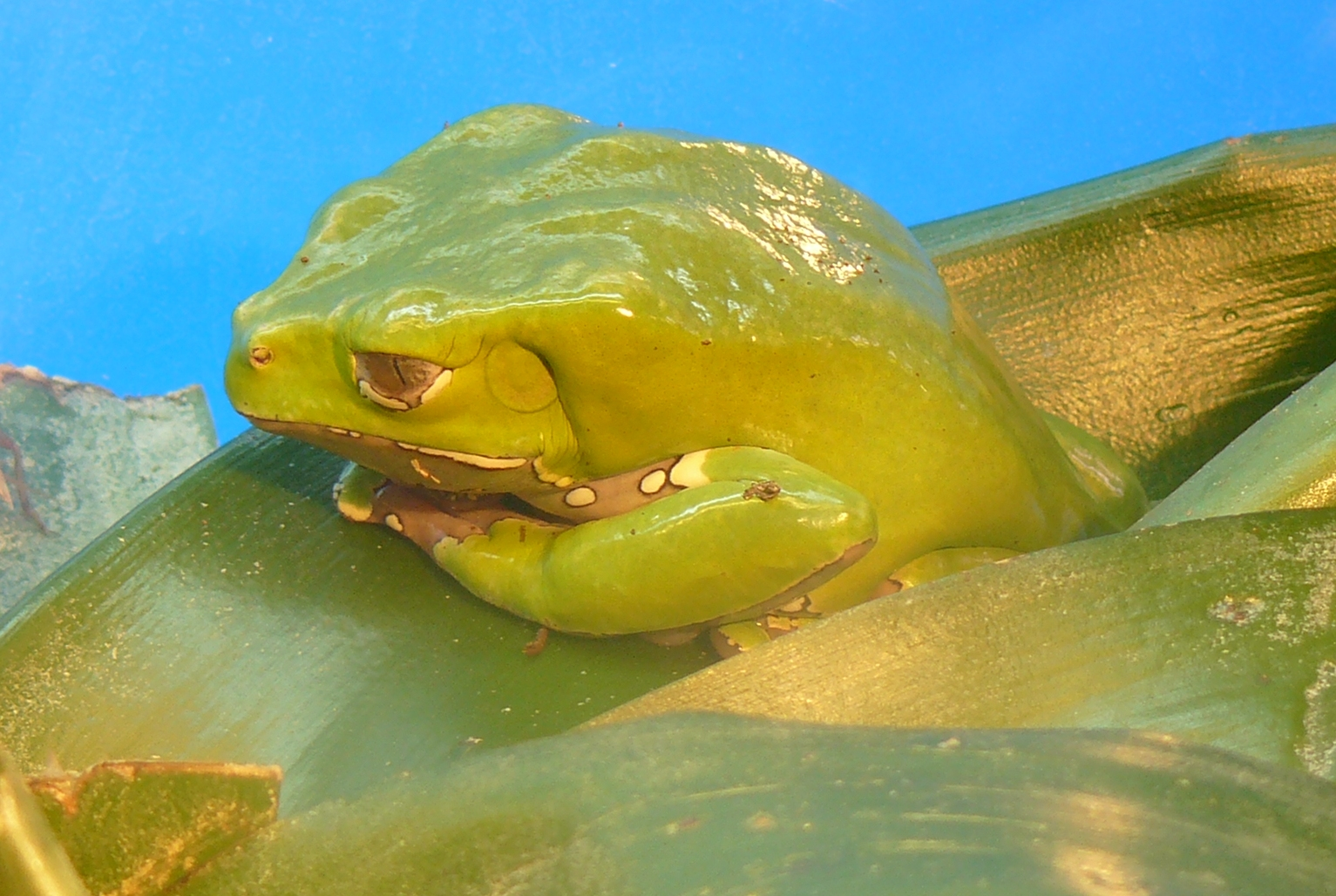
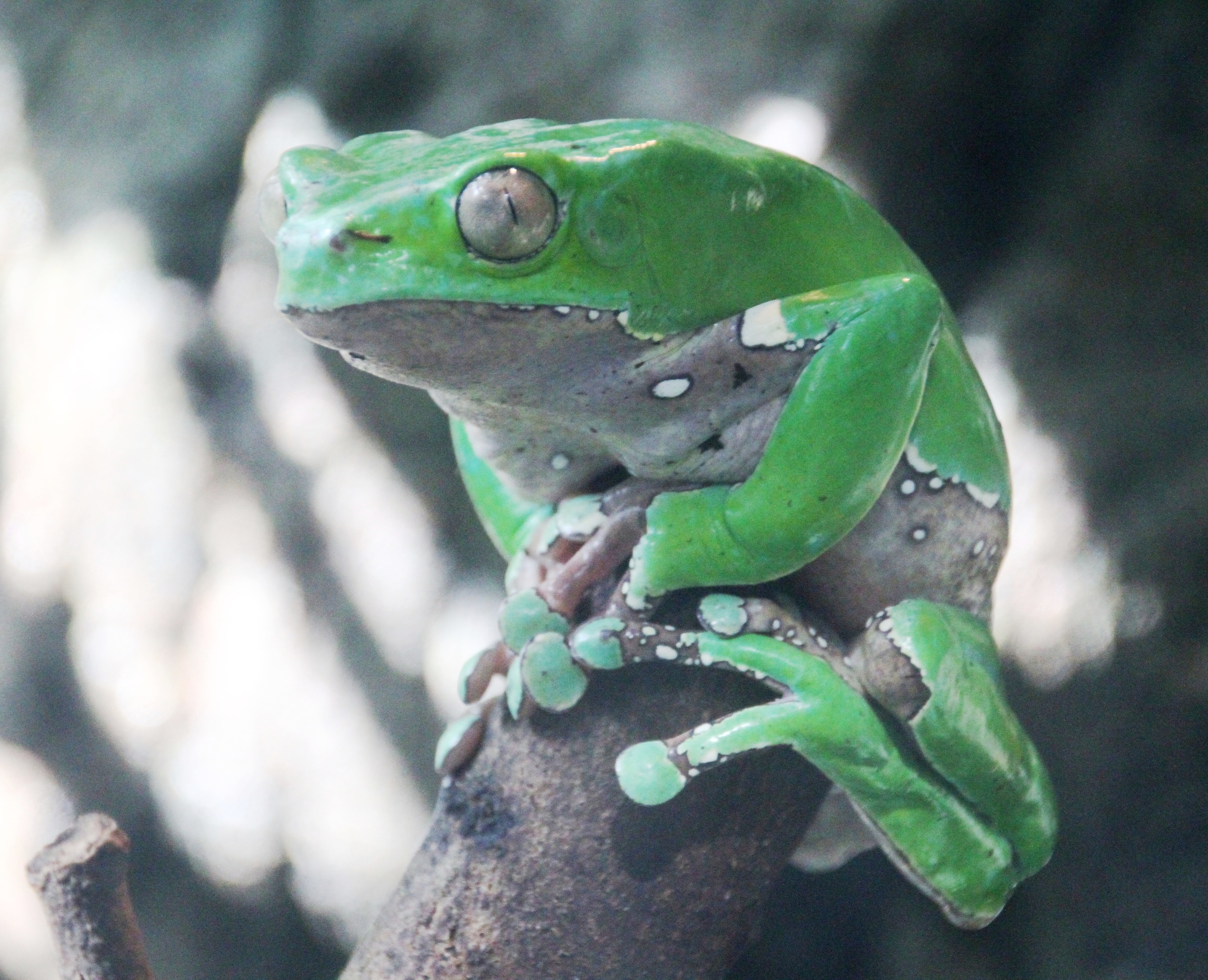
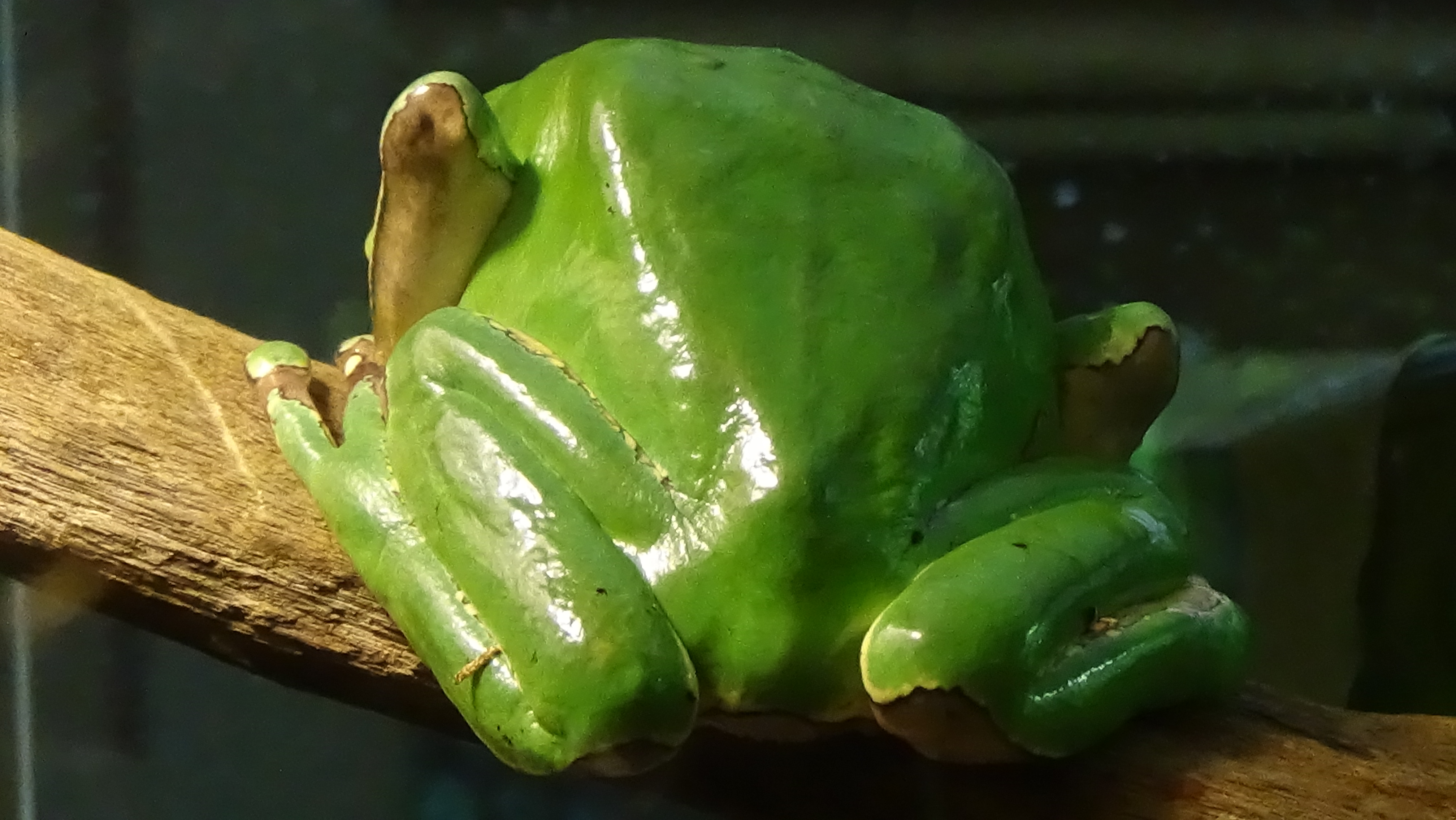
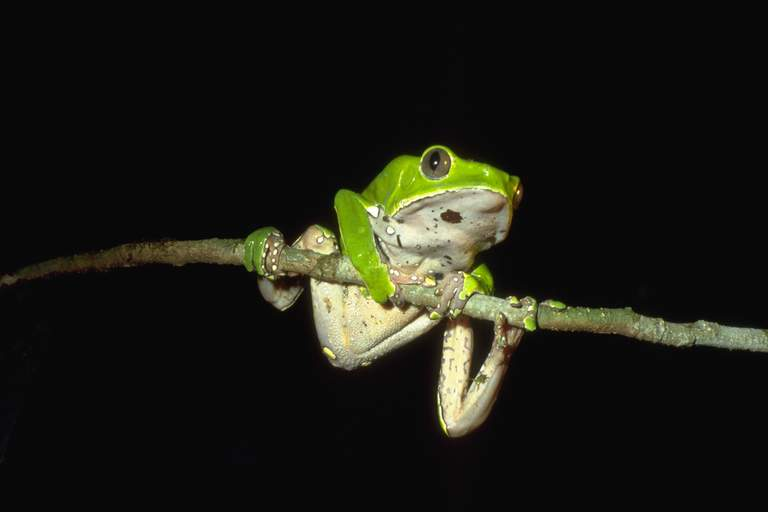
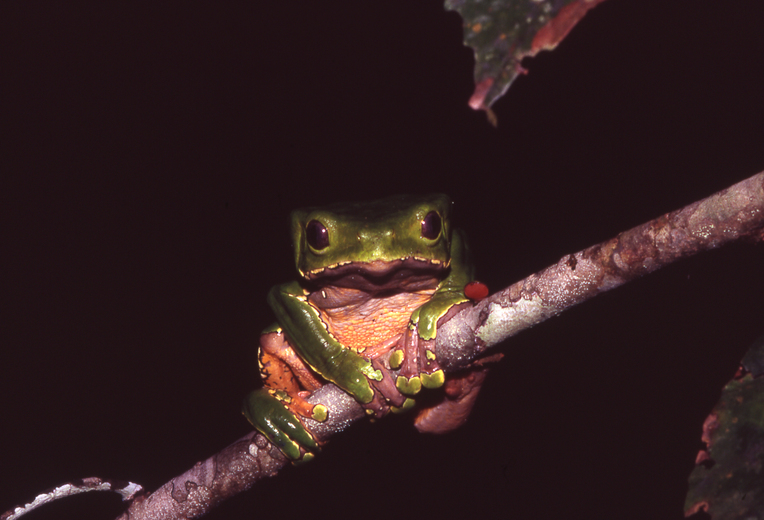

## Publication originale
- Boddaert, 1772. : Brief ... aan ... Johannes Oosterdyk Schacht naar het Leven Vervaardige Afbeelding, van den Twee-koleurigen Kikvorsch, Uit des Vezameling van ... Johannes Albertus Schlosser /Epistola ad ... Johannem Oosterdyk Schacht ... de Rana bicolore, Descripta Atque Accuratissima Icone Illustrata Ex museo ... Johannis Alberti Schlosseri. Mus. Schlosseriarum, Amsterdam, p. 1-48 (texte intégral).